# Луис Гувернер Морис
Луис Гувернер Морис II (енгл. Lewis Gouverneur Morris II; рођен 4. јуна 1882, умро 14. августа 1967) био је амерички банкар и значајна личност у Њујорку и Њупортском друштву.

## Детињство и младост
Морис је рођен 4. јуна 1882. године у Њупорту у Роуд Ајланду. Он је био син Френсиса Мориса (1845-1883) и Хериет Хол Морис (1849-1923). Након очеве смрти, његова мајка се удала за Џона Рекса Гелф-Нормана (1861-1932), који је тврдио да је он син краља Едварда VII и да је он наследник његовог престола у 1898. години. Хериет Хол и Џон Рекс Гелф-Норман су се развели након што је Хериет открила да је Џон већ имао жену у Индији.
Његови баба и деда од стране оца били су Луис Г. Морис и Емили Морис (1839-1850). Морисеви баба и деда од стране мајке били су Хенри Бедлоу (1821-1914) и Џосефина Марија Бедлоу (1831-1896). Морис је био први рођак Емили Лоријард Морис (рођена 1873), која је се удала за Ролаза Хорејса Гајатина (умро 1948), рођака Алберта Јуџина Гајатина и сестрића Комодора Елбриџа Томаса Герија, у априлу 1896. године.
Морис је дипломирао из Универзитета Харвард 1906. године.

## Каријера
Морис је био бивши члан Њујоршке берзе.
1915. године, Морис је организовао фирму за инвестирање по имену "Морис и папа." Пролећа, 1917. године, фирма је пропала и то је оставило Мориса у великим дуговима. Морис је био затвореник у Округу Вестчестер од 18. јуна 1921. до 5. октобра 1921. као дужник. Био је пуштен из затвора као поштени несолвентни дужник.
Након пропадања његове фирме 1917. године, Морис није више улазио у свет бизниса.
Морис је био повереник Музеја града Њујорка.